# Široki Brijeg
Široki Brijeg (pronunciado Shiroki Brieg escuchaⓘ ) es una municipalidad y una ciudad de Bosnia y Herzegovina. Se encuentra en el cantón de Herzegovina Occidental, dentro del territorio de la Federación de Bosnia y Herzegovina. La capital de la municipalidad de Široki Brijeg es la ciudad homónima.

## Nombre
El nombre de la ciudad significa "la colina amplia" en croata, bosnio y serbio. La ciudad también se denomina como "Široki Brig" y entre los habitantes de Herzegovina simplemente como "Široki" ("el ancho"). Entre 1945 y 1990, el nombre fue oficialmente Lištica, por el río que fluye a través de ella.

## Personajes ilustres
La ciudad es el lugar de nacimiento del jugador de fútbol croata Mario Bazina, el cual fue el mejor futbolista en Austria en 2005, así como Stanko Bubalo y el popular cantante croata Ivan Mikulić, quien apareció en el Festival de Eurovisión representando a Croacia en 2004.
La ciudad es también la ciudad natal del exministro de Defensa croata Gojko Šušak, un ciudadano canadiense naturalizado, y el pueblo nativo / municipio de una serie de políticos de Croacia. La ciudad mantiene un torneo de fútbol conmemorativo en honor a Gojko Šušak anualmente.

## Deporte
Široki Brijeg estaba muchas veces como campeón nacional en muchos deportes, incluyendo fútbol y baloncesto. NK Široki Brijeg es un doble campeón y vencedor de Bosnia y Herzegovina cinco veces consecutivas campeón de la Copa de la liga de HB, y sus partidos jugados en el estadio nacional Pecara, que se reúne todos los criterios de la UEFA-e. Aunque mucha infraestructura deportiva moderna mantiene césped con barro en los centros de recreación y campos de entrenamiento de Musa-Karačić, tienen servicios de ambulancia, equipadas con ducha, dos parques infantiles con césped y otro con césped artificial. 
También hay un club de baloncesto fundado en 1974 que lleva el nombre de HKK Široki Eronet HT y ha sido campeón en varias ocasiones, así como ganado múltiples copas de la posguerra y la mayoría de títulos del club de Bosnia y Herzegovina con 6 campeonatos nacionales y 6 títulos conquistadores Copa de Bosnia y Herzegovina.

## Cultura
La ciudad también alberga el festival de cine Filma Dani (Días de película).
La ciudad de Široki Brijeg está hermanada con la ciudad croata de Vinkovci.

## Localidades
- Biograci
- Buhovo (Široki Brijeg)
- Čerigaj
- Crne Lokve
- Dobrič
- Dobrkovići
- Doci
- Donja Britvica
- Donji Crnač
- Donji Gradac
- Dužice
- Gornja Britvica
- Gornji Crnač
- Gornji Gradac
- Gornji Mamići
- Grabova Draga
- Izbično
- Jare
- Knešpolje
- Kočerin
- Lise
- Ljubotići
- Ljuti Dolac
- Mokro
- Oklaji
- Podvranić
- Potkraj (Široki Brijeg)
- Privalj
- Rasno
- Rujan
- Trn (Široki Brijeg)
- Turčinovići
- Uzarići

## Demografía
En el año 2009 la población del municipio de Široki Brijeg era de 26 263 habitantes. La superficie del municipio es de 387.6 kilómetros cuadrados, con lo que la densidad de población era de 68 habitantes por kilómetro cuadrado.
| Población Široki Brijeg |                 |                 |                 |
| censo                   | 1991.           | 1981.           | 1971.           |
| Croatas                 | 26.864 (98,91%) | 25.638 (98,32%) | 26.940 (98,73%) |
| Serbios                 | 148 (0,54%)     | 180 (0,69%)     | 234 (0,85%)     |
| Musulmanes              | 9 (0,03%)       | 7 (0,02%)       | 43 (0,15%)      |
| Yugoslavos              | 20 (0,07%)      | 148 (0,56%)     | 12 (0,04%)      |
| Otros y desconocidos    | 119 (0,43%)     | 103 (0,39%)     | 56 (0,20%)      |
| ukupno                  | 27.160          | 26.076          | 27.285          |